# Dassault nEUROn
De Dassault nEUROn is een onbemand stealth-gevechtsvliegtuig van de Franse vliegtuigbouwer Dassault Aviation. Het is niet de bedoeling om de nEUROn in militair gebruik te nemen maar de ontwikkelde technologieën toe te passen in een toekomstig vliegtuig in de periode 2020-2025.

## Doelen
Het nEUROn-programma heeft drie doelen:
- De ontwerpbureaus van de Europese vliegtuigbouwers bezighouden. Met de nieuwe Dassault Rafale, Eurofighter Typhoon en Saab 39 Gripen in productie is de ontwikkeling van een nieuw gevechtsvliegtuig immers niet voor de eerstkomende jaren.
- Technologieën ontwikkelen voor een toekomstig gevechtsvliegtuig van een volgende generatie.
- Tot processen komen voor een goed Europees samenwerkingsverband bij de ontwikkeling van dergelijk vliegtuig in de toekomst.

## Geschiedenis

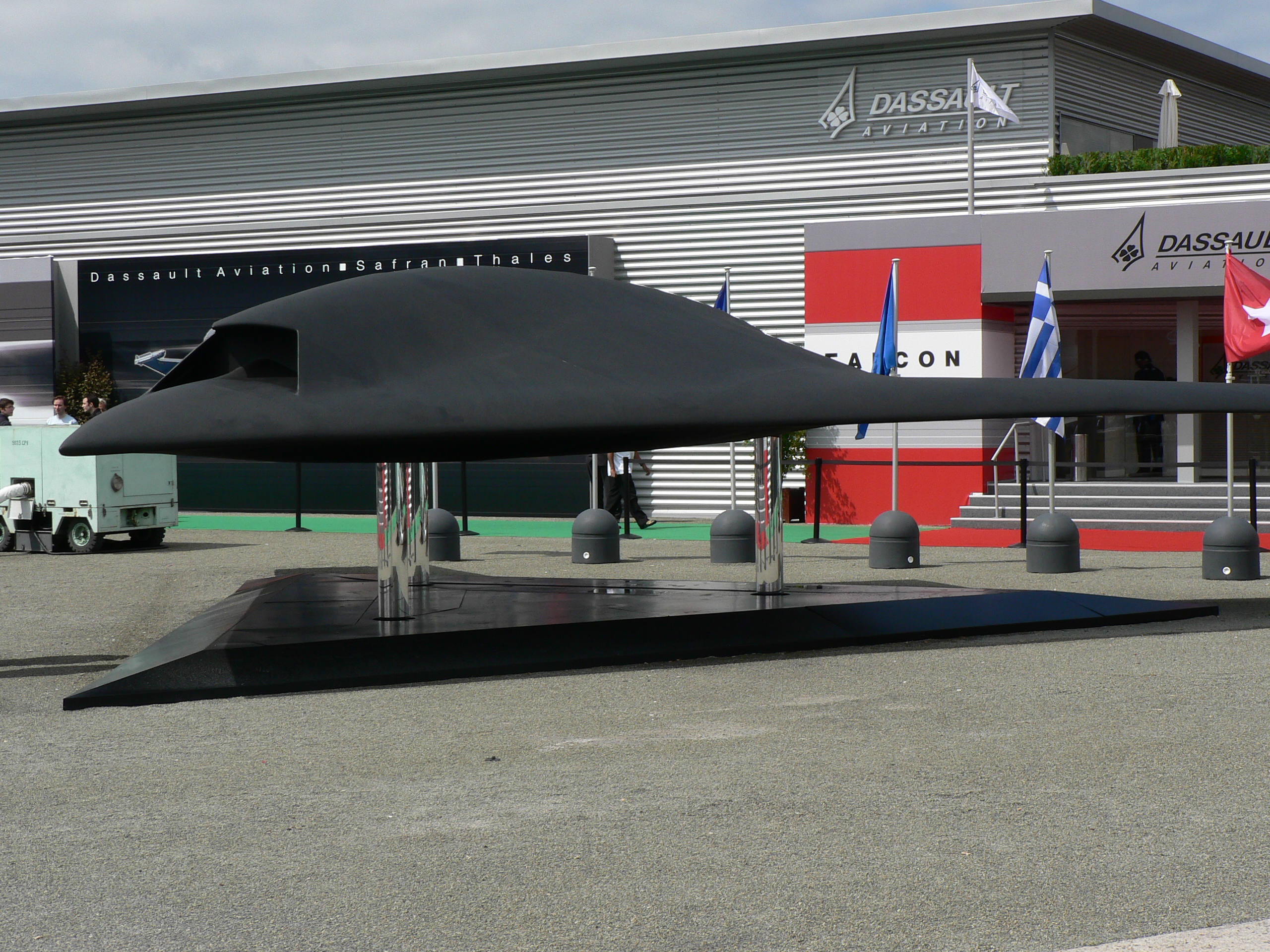
Replica op ware grootte op de Paris Air Show van 2007

De nEUROn is de derde en laatste fase van Dassaults LOGIDUC-programma dat in 1999 begon en de ontwikkeling van dergelijk vliegtuig tot doel heeft. Het werd voorafgegaan door de AVE-C Moyen Duc. Die laatste zou oorspronkelijk geleid hebben tot de AVE Grand Duc, maar het project evolueerde tot een samenwerking met Saab, EAB, RUAG, EADS en Alenia Aeronautica. Deze samenwerking werd bekrachtigd in de zomer van 2005. 
In februari 2006 werd het nEUROn-programma officieel gelanceerd toen Frankrijk het contract ervoor toekende aan Dassault. De eerste testvlucht vond plaats op 1 december 2012.

## Partners
De deelnemende bedrijven en hun verantwoordelijkheden:
- Dassault Aviation lanceerde het project in juni 2003.
  - Algemeen ontwerp,
  - Vluchtcontrolesystemen,
  - Eindassemblage,

- Hellenic Aerospace Industry sinds maart 2004.
  - Uitlaat,
  - Achterzijde van de vliegtuigromp,
  - Systeemintegratie.

- EADS CASA tekende in mei 2005.
  - Vleugels,
  - Grondstation en de integratie ervan met de datalink.

- Thales sinds midden 2005.
  - Datalinksysteem naar NAVO STANAG 7085-standaard,
  - Commandointerface.

- Alenia Aeronautica sinds midden 2005.
  - Elektrische systemen,
  - Vluchtgegevenssysteem,
  - Ontwikkeling van de Smart Weapon Bay,
  - Vluchttesten.

- RUAG sinds midden 2005.
  - Wapendraagsystemen.
  - Windtunneltesten.

- Saab Aerosystems sinds 22 december 2005.
  - Algemeen ontwerp,
  - Vliegtuigromp,
  - Avionica,
  - Brandstofsysteem.
  - Vluchttesten.